# مسجد جامع اشکنان
مسجد جامع اشکنان مربوط به دوران‌های تاریخی پس از اسلام است و در شهرستان لامرد اشکنان، داخل شهر واقع شده و این اثر در تاریخ ۲۵ اسفند ۱۳۷۹ با شمارهٔ ثبت ۳۰۶۹ به‌عنوان یکی از آثار ملی ایران به ثبت رسیده است.